# Albert Holness
Albert Ernest Holness (Hull, 7 dicembre 1892 – oceano Atlantico, 20 settembre 1924) è stato un esploratore e fuochista britannico.
Ha partecipato alla spedizione Endurance diretta in Antartide sotto il comando di Ernest Shackleton.
Ingaggiato da Shackleton come fuochista, è ricordato per essere caduto in mare di Weddell quando la banchisa su cui si poggiava uno dei campi costruiti durante la missione si è spezzata proprio sotto il sacco a pelo di Holness addormentato.
È  stato uno dei pochi membri della missione a non essere stato insignito della medaglia polare.
Holness è morto cadendo fuoribordo mentre navigava a bordo della nave Lord Lonsdale al largo delle isole Fær Øer.